# 数码宝贝次世代
《数码宝贝次世代》，数码宝贝系列漫画作品，《V Jump》于2006年2月号（2005年12月17日发售）至2008年2月号（2007年12月21日发售）连载，原企划标题为《数码宝贝》或《数码宝贝诞生!!》。单行本4卷，全25话。原作为滨崎达也，漫画为岡野剛，原案为本乡昭由。

## 剧情
故事叙述一名热爱数码兽的少年龙野剑（搭档亚古兽），他不但是足球部的王牌而且也是学校玩数码兽迷你机的高手，当时正流行网络对战，剑接受朋友透（トオル，Tooru）的介绍前往秋叶原站前百货公司玩数码兽网络对战终端（需要戴头盔，乘坐在机台上创造角色模拟线上游戏那种机台）进入到虚拟的真实世界，第一次全国对战打赢的剑因此迷上网络对战。在此时，他的数码兽迷你机开始发光了……与此同时，巴尔巴兽企图要把整个数码兽彻底消除重新来过，共4卷描述驯兽师跟数码兽之间的关系与定义还有人与人之间的情谊。

少年即将开启「次世代」……

## 概要
2005年9月6日「WiZ株式会社平成17年5月期決算説明会」关于「平成18年5月期（第20期）事業方針」提及「数码宝贝产品线强化」（デジタルモンスターのライン強化）和「将动画化纳入长远考虑」（将来的にはアニメ化も視野に入れている）。本作原企划标题为《数码宝贝》（デジタルモンスター）或《数码宝贝诞生!!》（デジタルモンスター誕生!!），原定于2006年1月号（2005年11月21日发售）连载，后延期至2006年2月号（2005年12月17日发售）连载。本作原定是作为《数码宝贝拯救者》漫画化而开始的，但由于动画企划大幅延迟而改为原创故事。虽然剧情上与《数码宝贝拯救者》没有紧密联系，但两者关联诸多，如有相同的主角数码兽、使用数码器iC等相同的道具、进化时同样使用数码之魂等。
本作在「只有战斗时才进化为成熟期及以上」「称呼为数码兽名而非昵称」「重视精神层面成长的战斗」等内容上与动画系列走的很近，而相较于《数码宝贝大冒险V驯兽师01》非常重视数码兽作为培育游戏的一面且使用战略性的战斗方式等有较大的区别。但也可以看到与《V驯兽师01》多个相似之处，如在数码世界不会生病等设定。

## 登场角色

### 驯兽师
龙野剑（Tatsuno Tsurugi）
本作主人公，住在光之区第一町的小学五年级学生，11岁。作为足球部的王牌，数码兽游戏在学校也保持不败记录，对使用计算机网络游戏一无所知，相关知识也是菜鳥级别。在对战终端上与黑骑士的对战中，被妖精兽传送到了数码世界。传送的理由是，培养与普通的数码兽所不同存在的变异种（illegal）。被承认是「调停者」的勇者。持有数码兽摇摆机X（Digimon Pendulum X）→数码兽迷你机（Digimon Mini）→数码器iC（Digivice iC）→数码兽对神器（Digimon Twin），搭档数码兽是亚古兽。
勇（Inui Yuu）
剑、翔、勇、亚美四人是竹马之交，其中勇是剑、翔、亚美的后辈，小学三年级学生，9岁，住在亚美的家附近，是铁路爱好者。有心脏病，不过在数码世界并未发病。在玩PC版对战终端的时候被传送到数码世界，父亲是负责剑一行人失踪案件的警部补。发动数码之魂（前两次失控），让加奥兽进化。被承认是「调停者」的勇者。经过大战后，被「调停者」所认可的勇者。持有数码兽摇摆机X→数码兽迷你机→数码器iC→数码兽对神器，搭档数码兽是加奥兽。
华原翔（Kahara Shou）
剑、翔、勇、亚美四人是竹马之交，其中翔曾是剑和亚美的同班同学，小学五年级学生，11岁。曾在三年前邂逅过美树原诺伦（世界树的良心）。真正身份是黑客驯兽师·黑骑士。指责人类残酷驱使数码兽的行为，希望让现在的数码世界解体，创造一个新的数码世界，经过战斗为了帮助诺伦而成为剑一行人的伙伴。持有数码兽摇摆机X→数码兽加速器（Digimon Accel）→数码兽迷你机→数码器iC，搭档数码兽是啄木鸟兽。
北岛亚美（Kitashima Ami）
剑、翔、勇、亚美四人是竹马之交，其中亚美是剑的班长，曾是翔的同班同学，小学五年级学生，11岁，住在勇的家附近。总想把剑睡乱的头发梳成三七分的发型。专长培育，奉行不对战主义。剑和勇被传送到数码世界后，为了调查原因而在玩对战终端的瞬间，被传送到了数码世界。因为母亲已经亡故，总是见到她照顾着弟弟。持有数码兽摇摆机X→数码兽迷你机，搭档数码兽是比兹兽。
美树原诺伦（Mikihara Norn）
翔藏在巴尔巴兽城的神秘少女，身穿蘿莉服（拘束具），三年前曾邂逅过剑、翔、勇、亚美四人，并向他们询问数码兽是什么。在知道了他们各自心中所想的重要事情后，拜托他们在数码兽的危机来临时战斗。实际上是世界树（Yggdrasill）的良心，作为世界树的另一个主计算机。成为了与世界树一体化后巴尔巴兽的影子一样的存在。巴尔巴兽被打倒后，拘束具解除自己成为神。
其他
作者岡野剛的作品《靈異教師神眉》中金田勝及其小弟成实和修二在现实世界作为驯兽师登场。

### 角色关系
| 驯兽师                 | 数码兽 | 驯兽师                 | 数码兽 | 敌方                                              | 数码生命体                                                                               |
| ---------------------- | --- | ---------------------- | --- | ------------------------------------------------- | ---------------------------------------------------------------------------------------- |
| 龙野剑 Tatsuno Tsurugi | 黑球兽 Botamon （Mu端口·变异种） ↓ 滚球兽 Koromon （Mu端口·变异种） ↓ 亚古兽 Augmon （Mu端口·变异种） ↓ 暴龙兽 Greymon （Mu端口·变异种） | 华原翔 Kahara Shou     | 啄木鸟兽 Peckmon （Mu端口·变异种） ↓ 八咫乌兽 Yatagaramon （Mu端口·变异种） ↓ 渡鸦兽 Ravmon （Mu端口·变异种） | 华原翔 Kahara Shou （黑客驯兽师·黑骑士） （前期） | 美树原诺伦 Mikihara Norn （世界树的良心） ⇕ 世界树_7D6 Yggdrasill_7D6 （受巴尔巴兽利用） |
| 龙野剑 Tatsuno Tsurugi | 黑球兽 Botamon （Mu端口·变异种） ↓ 滚球兽 Koromon （Mu端口·变异种） ↓ 亚古兽 Augmon （Mu端口·变异种） ↓ 大地暴龙兽 Geo Greymon （Mu端口·变异种） ↓ 跃升暴龙兽 Rise Greymon （Mu端口·变异种） ↓ 胜利暴龙兽 Victory Greymon （Mu端口·变异种） （调停者） | 华原翔 Kahara Shou     | 啄木鸟兽 Peckmon （Mu端口·变异种） ↓ 八咫乌兽 Yatagaramon （Mu端口·变异种） ↓ 渡鸦兽 Ravmon （Mu端口·变异种） | 华原翔 Kahara Shou （黑客驯兽师·黑骑士） （前期） | 美树原诺伦 Mikihara Norn （世界树的良心） ⇕ 世界树_7D6 Yggdrasill_7D6 （受巴尔巴兽利用） |
| 勇 Inui Yuu            | 汪喵兽 Wanyamon （Mu端口·变异种） ↓ 加奥兽 Gaomon （Mu端口·变异种） ↓ 加奥加兽 Gaogamon （Mu端口·变异种） ↓ 音速加奥加兽 Mach Gaogamon （Mu端口·变异种） ↓ 终弩加鲁鲁兽 Z'd Garurumon （Mu端口·变异种） （调停者）                                     | 北岛亚美 Kitashima Ami | 比兹兽 Pitchmon （Mu端口·变异种） ↓ 海天使兽 MarinAngemon （Mu端口·变异种）                                   | 巴尔巴兽 Barbamon （Mu端口·变异种） （前期&中期） | NEO （Mu端口）                                                                           |
| 勇 Inui Yuu            | 汪喵兽 Wanyamon （Mu端口·变异种） ↓ 加奥兽 Gaomon （Mu端口·变异种） ↓ 黑加奥加兽 Black Gaogamon （Mu端口·变异种） | 北岛亚美 Kitashima Ami | 比兹兽 Pitchmon （Mu端口·变异种） ↓ 海天使兽 MarinAngemon （Mu端口·变异种）                                   | 巴尔巴兽 Barbamon （Mu端口·变异种） （前期&中期） | NEO （Mu端口）                                                                           |

## 特别用语
数码记忆体（DigiMemory）
又称「世界的记忆」（The World's Memories），据说全部凑齐可以创造修复数码世界。有「龙」、「鸟」、「兽」、「水」、「虫·草木」、「机械·变异」、「黑暗」、「圣」八种。
变异种（illegal）
变异种比普通数码兽拥有更高的「数码兽种族值」（DP），特征是身体某处显露出六角形图案的Mu端口。总共有八类变异种，每类变异种Mu端口为数码记忆体（DigiMemory）。
删除部队（Commandments）
执行巴尔巴兽命令的军团。其成员均残忍无情，受伤无法战斗的成员将会被删除（杀死）。巴尔巴兽被铲除后，迫于NEO的威胁，为了守护世界火速赶来参加最终决战。删除部队三将军（Commandments Three Generals）是效命于巴尔巴兽的拥有屈指可数实力的将军，均为究极体。
世界树（Yggdrasill）
担负着数码世界的「神」。对人类与数码兽的关系十分烦恼，将美树原诺伦（良心）送入人类世界后，没有良心的空壳与巴尔巴兽的理想一致并与其一体化。与良心分离前，为了预防自己失控，留下了可以创造出拥有抑制神之力量的「调停者」的数码兽对神器（Digimon Twin）。
调停者（Arbitrator）
世界树为了预防自己失控，而创造出拥有抑制神之力量的两尊「调停者」，是接近于神的存在。胜利暴龙兽和终弩加鲁鲁兽共同背负起阻止世界树，防止数码世界崩坏的使命。龙野剑和乾勇使用数码兽对神器（Digimon Twin）将两尊「调停者」激活，并被承认是「调停者」的勇者。
NEO
引发数码世界革命的关键。巴尔巴兽所说的「次世代的超数码兽」，实际上是超越数码怪兽定义的「未来」的事物。 就连「调停者」的力量不及的存在。NEO所要实行的新世界创造是，抹掉一切可能引起纷争与悲剧的生命。世界的注销与创造成为可能，与其他的数码兽划清了界限。其身体由数码记忆体构成，由「圣」的红发、「水」的触觉、「虫·草木」的荆棘、「机械·变异」的左臂、「鸟」的翅膀、「黑暗」的身体、「兽」的足、「龙」的右臂组成。

## 重要代表物件

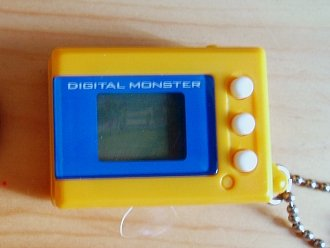
Digimon Mini Ver.2.0

数码兽摇摆机X（Digimon Pendulum X）
龙野剑、勇、华原翔、北岛亚美三年前曾持有的携带机。详见主条目：携带机。
数码兽加速器（Digimon Accel）
华原翔曾持有的携带机。详见主条目：携带机。
数码兽迷你机（Digimon Mini）
龙野剑、勇、华原翔、北岛亚美所持有的携带机。详见主条目：携带机。
数码器iC（Digivice iC）
龙野剑、勇、华原翔所持有的携带机。详见主条目：携带机。
数码兽对神器（Digimon Twin）
龙野剑和勇所持有的携带机。详见主条目：携带机。
数码兽对战终端（Digimon Battle Terminal）
在秋叶原电器街百货公司电玩中心的数码兽迷你专用网络终端。坐在椅子上，通过头戴式VR显示器，可以CG的形式和真实的数码兽一起与世界各地的驯兽师对战，也有电脑版。

## 作品中出现的实物和地名
- 秋叶原电器街：秋叶原站前百货公司配置了数码兽对战终端（Digimon Battle Terminal）
- 秋叶原站：剑在秋叶原站遭遇了数码兽的袭击
- V Jump：在秋叶原电器街，剑的朋友透手里拿着的杂志

## 各话列表
| 话数                                                                      | 日文标题                                                                  | 中文标题                                                                  | VJump连载时间                                                             | VJump刊号                                                                 |
| 第一卷 欢迎来到数码兽网络游戏！（2006年7月4日发售）（ISBN 4-08-874137-4） | 第一卷 欢迎来到数码兽网络游戏！（2006年7月4日发售）（ISBN 4-08-874137-4） | 第一卷 欢迎来到数码兽网络游戏！（2006年7月4日发售）（ISBN 4-08-874137-4） | 第一卷 欢迎来到数码兽网络游戏！（2006年7月4日发售）（ISBN 4-08-874137-4） | 第一卷 欢迎来到数码兽网络游戏！（2006年7月4日发售）（ISBN 4-08-874137-4） |
| ------------------------------------------------------------------------- | ------------------------------------------------------------------------- | ------------------------------------------------------------------------- | ------------------------------------------------------------------------- | ------------------------------------------------------------------------- |
| 1                                                                         |                                                                           | 欢迎来到数码兽网络游戏！                                                  | 2005年12月21日                                                            | 2006年2月号                                                               |
| 2                                                                         |                                                                           | 黑翼的骑士！                                                              | 2006年1月21日                                                             | 2006年3月号                                                               |
| 3                                                                         |                                                                           | 暴龙兽VS啄木鸟兽！                                                        | 2006年2月21日                                                             | 2006年4月号                                                               |
| 4                                                                         |                                                                           | 恐怖的删除部队！                                                          | 2006年3月21日                                                             | 2006年5月号                                                               |
| 5                                                                         |                                                                           | 勇和加奥兽！                                                              | 2006年4月21日                                                             | 2006年6月号                                                               |
| 6                                                                         | i-Land！                                                                  | i-Land！                                                                  | 2006年5月21日                                                             | 2006年7月号                                                               |
| 第二卷 光之街！（2007年1月4日发售）（ISBN 4-08-874313-X）                 |                                                                           |                                                                           |                                                                           |                                                                           |
| 7                                                                         |                                                                           | VS炮蜂兽！                                                                | 2006年6月21日                                                             | 2006年8月号                                                               |
| 8                                                                         |                                                                           | 太阳商队！                                                                | 2006年7月21日                                                             | 2006年9月号                                                               |
| 9                                                                         |                                                                           | 黑之核！                                                                  | 2006年8月21日                                                             | 2006年10月号                                                              |
| 10                                                                        |                                                                           | 少女诺伦！                                                                | 2006年9月21日                                                             | 2006年11月号                                                              |
| 11                                                                        |                                                                           | 比兹兽的秘密！                                                            | 2006年10月21日                                                            | 2006年12月号                                                              |
| 12                                                                        |                                                                           | 光之街！                                                                  | 2006年11月21日                                                            | 2007年1月号                                                               |
| 第三卷 完全体跃升暴龙兽！（2007年7月4日发售）（ISBN 4-08-874394-6）       |                                                                           |                                                                           |                                                                           |                                                                           |
| 13                                                                        |                                                                           | 另一位贤者！                                                              | 2006年12月21日                                                            | 2007年2月号                                                               |
| 14                                                                        |                                                                           | 再会！                                                                    | 2007年1月21日                                                             | 2007年3月号                                                               |
| 15                                                                        |                                                                           | 黑暗区域！                                                                | 2007年2月21日                                                             | 2007年4月号                                                               |
| 16                                                                        |                                                                           | 完全体跃升暴龙兽！                                                        | 2007年3月21日                                                             | 2007年5月号                                                               |
| 17                                                                        |                                                                           | 我……！                                                                    | 2007年4月21日                                                             | 2007年6月号                                                               |
| 18                                                                        |                                                                           | 炎之壁突破！                                                              | 2007年5月21日                                                             | 2007年7月号                                                               |
| 第四卷 与未来的战斗！（2008年2月4日发售）（ISBN 4-08-874484-5）           |                                                                           |                                                                           |                                                                           |                                                                           |
| 19                                                                        |                                                                           | 天界！                                                                    | 2007年6月21日                                                             | 2007年8月号                                                               |
| 20                                                                        |                                                                           | 死斗・三将军！                                                            | 2007年7月21日                                                             | 2007年9月号                                                               |
| 21                                                                        |                                                                           | 数码兽对神器！                                                            | 2007年8月21日                                                             | 2007年10月号                                                              |
| 22                                                                        |                                                                           | 魔王巴尔巴兽！                                                            | 2007年9月21日                                                             | 2007年11月号                                                              |
| 23                                                                        | NEO！                                                                     | NEO！                                                                     | 2007年5月21日                                                             | 2007年12月号                                                              |
| 24                                                                        |                                                                           | 与未来的战斗！                                                            | 2007年11月21日                                                            | 2008年1月号                                                               |
| 25                                                                        |                                                                           | 数码世界！                                                                | 2007年12月21日                                                            | 2008年2月号                                                               |

## 注解
1. 1 2  2005年9月6日，宣布于2006年1月号（2005年11月21日发售）连载，后延期至2006年2月号（2005年12月17日发售）连载。